# Masavanagatta, Tiptur
Masavanagatta là một làng thuộc tehsil Tiptur, huyện Tumkur, bang Karnataka, Ấn Độ.